# Eduardo Collier Filho
Eduardo Collier Filho (Recife, 5 de dezembro de 1948 – Rio de Janeiro, desaparecido em 23 de fevereiro de 1974), também chamado Ulisses, Duda, Anjo Barroco e João Cruz Soares, foi um estudante de Direito da Universidade Federal da Bahia e militante das organizações Ação Popular (AP) e Ação Popular Marxista-Leninista (APML), durante a ditadura militar brasileira. Foi sequestrado em Copacabana, no estado do Rio de Janeiro, no dia 23 de fevereiro de 1974 por funcionários do Destacamento de Operações de Informação e Centro de Operações de Defesa Interna, órgão também conhecido como DOI-CODI. Estava acompanhado do amigo Fernando Augusto Santa Cruz Oliveira. Não foi possível estabelecer de forma efetiva o local e a data de morte dos dois. Os dois são considerados desaparecidos políticos. Isso porque os seus restos mortais não foram encontrados e nem entregues para os familiares até os dias de hoje.
As circunstâncias de seu desaparecimento foram objeto de investigação da Comissão Nacional da Verdade.

## Biografia
Eduardo Collier Filho nasceu no dia 5 de dezembro de 1948 na cidade de Recife, em Pernambuco. Filho de Risoleta Meira Collier e Eduardo Collier, sendo, por via paterna, neto do engenheiro francês radicado no Brasil Pierre Collier, fundador da Fábrica de Tecidos Camaragibe. Desde a infância, o nordestino era amigo de Fernando Augusto Santa Cruz Oliveira.
Iniciou a vida política durante os anos de estudo na Universidade Federal da Bahia (UFBA), onde fez a graduação em Direito. Ele participou em 1968 do 30º Congresso da União Nacional dos Estudantes, na cidade de Ibiúna, em São Paulo. No evento, foi preso com outros estudantes. Durante o tempo preso, Eduardo foi transferido para Salvador e foi um dos últimos estudantes a serem libertos.
Por se envolver com organizações políticas, o estudante foi cassado pelo Decreto-lei 477 - que proibia estudantes de se envolverem com atividades políticas -, respondeu a inquérito e, como resultado, foi expulso da Universidade Federal da Bahia em 1969, antes de completar a graduação.
Depois da expulsão na Universidade, Eduardo foi julgado pela 1ª Auditoria da Aeronáutica da 2ª Região Militar de São Paulo. No entanto, não estava presente no julgamento, e por isso foi julgado à revelia. O motivo era a suposta filiação com organizações clandestinas, como posto nos termos da Lei de Segurança Nacional. O processo na Justiça Militar se estendeu pelos próximos anos.
Eduardo atuava como militante na Ação Popular (AP). Em 1972, entrou para Ação Popular Marxista-Leninista (APML), junto com o amigo de infância, Fernando Santa Cruz.
O estudante e militante desapareceu no dia 23 de fevereiro de 1974 no bairro de Copacabana, no estado do Rio de Janeiro aos 26 anos de idade. Foi sequestrado junto com Fernando Santa Cruz por funcionários especializados do DOI-CODI.

## Desaparecimento
No dia 23 de fevereiro de 1974, Eduardo e Fernando combinaram de se encontrar na Rua Prado Júnior, em pleno bairro de Copacabana. Durante o período, Collier enfrentava um processo na Justiça Militar e Santa Cruz avisou aos parentes de que voltaria do encontro até as 18 horas da tarde. Depois desse horário, os familiares poderiam suspeitar da sua prisão.
Como Fernando não retornou para casa, os familiares dele foram para a residência de Eduardo, onde encontraram o local bagunçado e com livros ausentes. Então, foram informados da presença de agentes militares na casa.
Eduardo Collier Filho e o amigo de infância Fernando Augusto Santa Cruz Oliveira desaparecem juntos no dia  23 de fevereiro de 1974 em Copacabana, no Rio de Janeiro, por agentes do DOI-CODI.
A mãe e a irmã de Collier, junto com a irmã de Fernando, visitaram quartel-general do II Exército para saber do destino dos dois jovens. Um funcionário apelidado de “Marechal” indicou que os dois estavam nas dependências do local, mas proibiu a visita das famílias. Em um outro dia, contrariando as indicações do "Marechal", outro funcionário informou que os dois militantes não estavam presos.
A partir daí, os familiares não tiveram nenhum retorno sobre a situação de Collier e Santa Cruz. Os corpos de ambos nunca foram encontrados.
Em uma versão do Jornal de Brasília, do dia 31 de outubro de 1975, Eduardo foi dado como preso no Rio Grande do Sul, no dia 23 de janeiro de 1974.

## Investigação
Por não terem nenhuma informação oficial e conclusiva sobre a situação de Eduardo, os parentes dele (junto com os de Fernando) contataram órgãos nacionais e internacionais para descobrir o destino do jovem. Abriram denúncias dentro Comissão Interamericana de Direitos Humanos (CIDH) e da Anistia Internacional, além de apresentarem o caso para o Tribunal Bertrand Russell.
Como resposta às pressões dos familiares, o Ministro da Justiça da época, Armando Falcão fez um pronunciamento no dia 6 de fevereiro de 1975 dizendo que Eduardo “encontra-se foragido, existindo mandado de prisão contra o mesmo, da 1ª Auditoria da 2ª CJM”.
O caso de Eduardo Collier Filho é avaliado pelo Relatório Final da Comissão Nacional da Verdade.
As circunstâncias de desaparecimento de Eduardo são indicadas a partir de duas hipóteses: Eduardo e o amigo Fernando foram sequestrados pelo DOI-CODI e levados para fora do Rio de Janeiro, onde foram enterrados como indigentes em Perus, São Paulo, no Cemitério Dom Bosco. A segunda hipótese é que ambos os jovens foram mandados para a “Casa da Morte”, em Petrópolis, no Rio de Janeiro. Depois de mortos, os corpos dos militantes foram enviados para a Usina Cambahyba.

## Homenagens
A história e memória de Eduardo Collier Ferreira foi homenageada por diferentes regiões do país. Há uma na rua nas cidades de São Paulo, Rio de Janeiro e Recife que receberem o nome do estudante desaparecido na ditadura.
Além disso, o nome de Eduardo intitula a Comissão de Memória e da Verdade da Faculdade de Direito da Universidade Federal da Bahia. Por isso, o nome oficial é Comissão de Memória e da Verdade Eduardo Collier Filho.

## Livro
Em 2012, os autores Rogério Medeiros e Marcelo Netto escreveram o livro Memórias de Uma Guerra Suja. Nele o ex-delegado do DOPS Cláudio Guerra, deu um depoimento sobre como Eduardo Collier Filho e o colega Santa Cruz foram duas das várias vítimas a serem incineradas na Usina Cambahyba.